# Batalla de Peregonovka
La batalla de Peregónovka (26 de septiembre de 1919) fue un enfrentamiento militar librado entre las fuerzas del Ejército Negro y del Ejército Blanco, con victoria de las primeras.

## Antecedentes
A mediados de junio de 1919, Guliaipole se vio involucrada directamente en la guerra. El caos producido por el conflicto entre bolcheviques y anarquistas había sido aprovechado por los cosacos blancos de Andréi Shkuró para tomar la aldea. Las casas son saqueadas y quemadas, las mujeres judías violadas, muchos hombres son fusilados y un largo tren de cientos de carretas cargadas de botín es enviado al Don y Kubán. Escenas similares se dan en todas las localidades cercanas (los oficiales blancos se muestran especialmente vengativos con los campesinos). Los negros son obligados a retirarse cientos de kilómetros al oeste junto a miles de refugiados. Cruzan el río Dniéper por el puente Kichkas, cerca de Aleksándrovsk, para llegar a Dolinska y después a Elisavetgrado, donde mandaba el atamán Nikífor Grigóriev. El 25 de junio, hacen una alianza con él, pero como este se niega a luchar con Antón Denikin lo arrestan y fusilan el 27 de julio justificándose en los pogromos que realizó. Los negros siguen hasta Dobrovelichkovka, cerca de Jersón, donde se reconcilían con los rojos a inicios de agosto. Gracias a esto, logran lanzar contraofensivas que hacen retroceder temporalmente a los blancos hacia el este, pero pronto Denikin reacciona y envía refuerzos. A mediados de mes, los blancos llegan a Kursk en el norte, mientras Néstor Majnó sigue retrocediendo al oeste.
A finales de agosto, los negros llegan a las cercanías Uman, tras un mes de retirada y continuos combates tienen más de 8.000 heridos. Están al borde del territorio de Petliura y deciden negociar. Los nacionalistas también estaban en guerra con los blancos y no deseaban más enemigos. Deciden que por dos semanas 3.000 majnovistas se atiendan en los hospitales nacionalistas y se instalen en la aldea de Tekuché (cerca de Umán), hay intercambios de prisioneros y cesan las hostilidades. Pronto los anarquistas empezaron a desconfiar de los nacionalistas. Las fuerzas de Petliura estaban a su norte y oeste, mientras que las de Denikin al sur y este pero el 25 de septiembre se dan cuenta de que los blancos los han rodeado.

## La batalla
Tras cuatro meses de huida por 600 kilómetros, la mayoría de los guerrilleros estaban con lo puesto, pero entonces sus dirigentes decidieron ir al este y encarar a los blancos esa noche en la aldea de Krutenke; como sus enemigos esperaban un ataque en el oeste porque creían que seguirían retrocediendo fueron tomados por sorpresa y huyeron. Quedaban menos de 8.000 guerrilleros. Al día siguiente se da la batalla decisiva en Peregónovka (o Perehónivka). 
El ataque empezó a las 03:00 horas. Majnó estaba desaparecido desde la noche, pues con un escuadrón de caballería se separó para intentar flanquear a los defensores. A las 09:00 los guerrilleros no habían logrado superar las líneas blancas, fue entonces que el Estado Mayor instalado en una granja cercana decidió encabezar un nuevo asalto al que se unieron las mujeres, fue entonces que el número de soldados y el fuego de las ametralladoras disminuyeron. Majnó los atacaba por la retaguardia y había entrado en la villa, dándose un combate cuerpo a cuerpo en las calles. Atacados por los dos lados, los blancos empezaron a huir pero los jinetes negros salieron en su cacería, dejando el campo repleto de muertos. Cientos de blancos se ahogaron intentado cruzar el río Sinuka.

## Consecuencias
Cerca de 4.000 blancos huyeron en desorden a los bosques ubicados al norte del campo de batalla donde fueron lentamente asesinados por los campesinos en armas de la región.
Tras la victoria, los negros formaron tres columnas y avanzaron hasta el Dniéper acabando con todo el que consideraban enemigo del pueblo. Otros 7.000 blancos (incluyendo 2.500 chechenos) son eliminados en Aleksándrovsk en esa ofensiva. En diez días recuperaban su capital, tomaban Mariúpol, Pologui, Melitópol y Berdiansk y hacían un gran botín. El 20 de octubre, conquistaban Ekaterinoslav y los blancos se refugian en Taganrog. En el pico de su poder, los anarquistas dominaban un territorio que iba desde el centro de la gubernia de Yekaterinoslav hasta el nordeste de Táurida, un área poblada por cerca de tres millones de personas.
La zona de la batalla quedaría bajo el dominio del atamán Volodin y sus 6.000 partisanos hasta 1920.